# Miranda (serie televisiva)
Miranda è una sit-com televisiva britannica, andata in onda dal 2009 al 2015 su BBC One, scritta e interpretata dall'attrice comica Miranda Hart.
Sviluppata dalla commedia semi-autobiografica della Hart trasmessa dalla BBC Radio 2, dal titolo Miranda Hart's Joke Shop (2008), la sit-com ruota attorno alle vicende di Miranda, socialmente inetta, che si trova spesso in situazioni imbarazzanti.
Lo spettacolo vede protagonisti gli attori Sarah Hadland, Tom Ellis, Patricia Hodge, Sally Phillips, James Holmes e Bo Poraj, ed è stato girato di fronte ad un pubblico dal vivo presso il BBC Television Centre e i London Studios.
Ricevendo recensioni positive dalla critica televisiva, Miranda ha vinto un premio della Royal Television Society e ha ottenuto diverse nomination ai BAFTA.

## Trama
Gli episodi ruotano attorno alle difficoltà in cui si trova Miranda. È altissima e viene spesso scambiata per un uomo. Non si è mai trovata molto a suo agio con le vecchie amiche del collegio femminile, Tilly e Fanny, e trova le situazioni sociali imbarazzanti, specialmente se hanno a che fare con gli uomini. È una costante delusione per sua madre, Penny, che cerca disperatamente di trovarle un lavoro adeguato e un marito. Sebbene Miranda possieda e viva sopra il suo piccolo negozio di giochi e articoli da regalo, non ha alcuna reale capacità negli affari, per i quali si prodiga la sua amica d'infanzia Stevie Sutton. Miranda trascorre molto tempo nel ristorante accanto al negozio, dove un giorno viene assunto un nuovo chef, che altri non è che Gary Preston, suo amico dell'università di cui è da sempre stata innamorata.

## Episodi
| Stagione         | episodi           | Prima TV originale | Prima TV italiana |
| ---------------- | ----------------- | ------------------ | ----------------- |
| Prima stagione   | 6                 | 2009               | inedita           |
| Seconda stagione | 6                 | 2010               | inedita           |
| Terza stagione   | 6                 | 2012-2013          | inedita           |
| Speciale         | I Do, But to Who? | 2014               | inedita           |
| Speciale         | The Final Curtain | 2015               | inedita           |

## Personaggi principali
- Miranda, interpretata da Miranda Hart - Una donna di 35 anni, un po' goffa, di buona forchetta e dalle pessime capacità in cucina, cade almeno una volta in ogni puntata. Viene da una famiglia di alta estrazione sociale e ha ricevuto un'educazione privata, ma ha preferito investire l'eredità di uno zio in un negozio di giochi e articoli da regalo piuttosto che perseguire una carriera più rispettabile agli occhi della madre, né si lascia convincere da quest'ultima a frequentare gli uomini che spesso le propone. Miranda lotta con la vita adulta di tutti i giorni, spesso indulgendo in comportamenti che altri reputano strani e infantili (non può fare a meno di cantare anche nelle situazioni meno appropriate, spesso cammina galoppando, ripete di continuo le parole che trova interessanti, aggiunge occhi e bocca alla frutta, creando così i "Fruit Friends" e i "Vegeta-Pals"). Al contrario di sua madre, Miranda si sente profondamente a disagio a parlare di sesso, tanto che quando parla è solita abbassare la voce per pronunciare parole come "sex" o "sexual". Da sempre innamorata di Gary, teme che lui non possa accettarla per quella che è, per cui si rassegna a considerarlo come un semplice amico, anche se sopporta malvolentieri le sue fidanzate. Arriverà a capire, nel corso degli episodi, che la vera felicità nasce dalla consapevolezza e dal rispetto di ciò che si è, e che pur non avendo bisogno di Gary per sentirsi completa, continua ad amarlo.
- Gary Preston, interpretato da Tom Ellis - Uno chef simpatico e cordiale, vecchio amico dell'università di Miranda. Sebbene ci sia sempre stata un'inconsapevole attrazione tra loro, nessuno dei due lo ha capito finché non hanno iniziato a lavorare vicino. Nonostante sia spesso confuso dal comportamento di Miranda, Gary generalmente apprezza la sua natura gentile e aperta, specialmente perché è disposta ad aiutarlo quando necessario. Gary è più sicuro di sé e mondano di Miranda, ma condivide la sua insicurezza in situazioni romantiche e occasionalmente viene coinvolto in situazioni strane con lei - ad esempio, fingono di avere due figli chiamati "Cliff" e "Richard" quando vengono sfidati da un cliente nel negozio. È una delle poche persone che accetta Miranda così come è, e spesso canta o balla insieme a lei. I due avranno anche alcuni appuntamenti ma tutte le volte le cose andranno male, fin quando entrambi non capiranno cosa vogliono davvero.
- Stevie Sutton, interpretata da Sarah Hadland - Amica d'infanzia di Miranda e assistente nel negozio di giochi (anche se in realtà fa la maggior parte del lavoro a causa della mancanza di senso degli affari di Miranda). È generalmente più equilibrata e ambiziosa di Miranda, ma si lascia coinvolgere volentieri nei suoi strani comportamenti, e addirittura ne ha di propri, incluso cantare "Proud" di Heather Small mentre tiene in mano un ritaglio di cartone con la faccia della cantante ogni volta che è soddisfatta di se stessa o vuole incoraggiare l'amica. Per questo motivo, Miranda e Stevie spesso entrano in discussioni e competizioni meschine, come quando un cliente dimentica il suo portafoglio ed entrambe tentano di impressionarlo. Miranda prende spesso in giro Stevie per la sua bassa statura e la spinge quando diventa irritante. Nonostante affermi spesso di avere "il fascino" (the allure) e derida i tentativi di Miranda con gli uomini, Stevie condivide a sua volta la stessa mancanza di successo. Di tanto in tanto usa un addetto al traffico sgarbato e sgradevole (Joe Wilkinson) come appuntamento quando cerca di competere con Miranda.
- Penny, interpretata da Patricia Hodge - La madre alto-borghese di Miranda, a cui piace impressionare i suoi amici e colleghi. La sua principale missione nella vita è trovare un marito e un lavoro migliore per sua figlia. Si dispera per la decisione di Miranda di gestire un piccolo negozio e la sua tendenza a respingere uomini disponibili, come suo cugino di primo grado che lei si ostina a proporle. Anche se spesso imbarazzata da sua figlia, Penny mostra molti dei tratti irregolari di Miranda e spesso fa squadra con lei, come quando sono nell'ufficio dello psichiatra. Nonostante sia disposta a umiliare Miranda pur di raggiungere i propri scopi (nella prima puntata la vediamo in strada con un megafono e con un cartello in mano con scritto "sposa in saldo", mentre tenta di convincere i passanti a sposare Miranda, che è lì accanto a lei), le azioni di Penny nascono da sincero amore e preoccupazione, e nelle rare occasioni in cui Miranda fa qualcosa di buono, mostra il suo amore esultando "Vai Miranda!" (Go Miranda!). Penny termina spesso i discorsi dicendo "Che divertente!" (such fun!), specialmente quando si riferisce ad un'attività o un evento in cui crede che Miranda possa trovare marito. Un'altra espressione che Penny usa spesso, specialmente nella prima stagione, è "ciò che io chiamo..." (what I call), che antepone a parole assolutamente comuni e quotidiane, tanto che Miranda sottolinea ogni volta che quella è semplicemente la parola, e che tutti la chiamano così, non solo Penny (ad esempio, "Sto andando a incontrare un'amica per ciò che io chiamo un tè"). Penny parla molto liberamente della propria intimità con il marito (Tom Conti) e delle sue esperienze giovanili, ignorando l'evidente disagio di Miranda.
- Tilly, interpretata da Sally Phillips - Una vecchia amica di Miranda e figlia dell'amica di Penny, Belinda, che non compare mai. Si è adattata perfettamente all'ambiente borghese della scuola privata, nei suoi discorsi utilizza spesso parole in francese e in spagnolo, e mostra in genere più interessi in comune con Penny che con Miranda. Tilly è una persona mondana e di solito abbastanza egocentrica, riceve di continuo telefonate e lascia tutti in attesa che finisca di leggere i messaggi ripetendo "Aspetta..." (bear with). Dimostra di essere gentile e generosa. Si rivolge spesso a Miranda con il soprannome di scuola, "Queen Kong", ma le sue critiche e i suoi tentativi di aiutare Miranda nascono in genere da buone intenzioni. Pur sembrando più sicura e socievole di Miranda, ha i suoi problemi sentimentali, in particolare quando il suo fidanzato Rupert (Adam James) tenta di sedurre Miranda alle sue spalle.
- Clive Evans, interpretato da James Holmes - Il proprietario gay del ristorante dove lavora Gary e suo capo. Caratterizzato da una lingua tagliente e dalla battuta facile, è più un ostacolo che un aiuto ogni volta che tenta di aiutare Miranda e Gary a mettersi insieme, rivelando accidentalmente, ad esempio, che Gary ha una moglie segreta di Hong Kong di nome Tamara (Stacy Liu). Nonostante le sue frecciatine a Miranda, mostra spesso di voler aiutarla, infatti sarà lui a spingerla a rivelare a Gary i suoi sentimenti. Dopo aver venduto il ristorante a Gary, sarà assente per tutta la terza stagione, per fare poi ritorno durante l'ultimo episodio.
- Michael (Mike) Jackford, interpretato da Bo Poraj  (2012–2014) - Reporter televisivo, che diventa il fidanzato di Miranda per le ultime due stagioni. Nonostante sia profondamente diverso da Miranda, rispetta e ama i suoi modi eccentrici, tanto da difenderla anche dalle critiche di suo padre.
- Cliente, interpretato da Dominc Coleman - Un uomo omosessuale che entra nel negozio in tre occasioni, di solito con l'intenzione di acquistare qualcosa per sua nipote, ma viene interrotto ogni volta da Stevie e Miranda che gli sottopongono domande e chiedono la sua opinione. Sebbene non verrà mai menzionato il suo nome (sul sito web della BBC viene chiamato "Jim", ma nella serie è sempre chiamato "costumer"), sarà protagonista di alcuni degli episodi più divertenti. Memorabile resta, infatti, l'episodio in cui, dopo aver accidentalmente detto a Penny che Miranda odia sua madre, prima dice accidentalmente a Mike che Miranda non lo ama, e poi rivela per sbaglio a Gary che Miranda ama lui; il cliente, Miranda e Stivie cercano di rimediare, prima dicendo che non intendeva dire Mike, ma Mark, Mark Owen, e poi che non parlava di Gary, ma di Gary Barlow. Spiegano che stanno mettendo in piedi una tribute band e cantano una canzone dei Take That.

## Accoglienza
La prima stagione è stata scelta come uno dei 10 migliori programmi TV in arrivo per l'autunno 2009 da The Sunday Times.  Dominic Cavendish del Daily Telegraph ha definito Miranda "la sitcom dell'anno", mentre Chris Harvey dello stesso giornale ha dichiarato "La verità è che praticamente ogni volta che Miranda si gira e guarda la telecamera, scoppio a ridere. E anche quando il suo schiaffo è così ovvio che non confonderebbe un bambino [..] Rido ancora. Anche quando cerco di non farlo. Anche quando davvero, davvero non voglio.
Prima della messa in onda del primo episodio, Dominic Maxwell in un articolo per The Times la descrisse come una sit-com "vecchia scuola" e disse: "È divertente, se ne cogli il senso. E se lo fai, è grazie a Hart".
Descrivendola ancora come "vecchio stile", Vicky Frost per The Guardian ha detto della commedia che "Non è intelligente - ma è divertente. E questo, penso sia al centro dell'attrattiva di Miranda".
Mark Wright per The Stage ha dichiarato che Patricia Hodge offre una "brillante, brillante performance" e che "ciò che distingue Miranda come qualcosa di speciale è Miranda Hart stessa, e il resto si condensa intorno a lei".
La prima serie si è aperta con 2,63 milioni di spettatori (quota del 10% del pubblico), in aumento a 3,14 milioni di spettatori (quota del 12%) per il quarto episodio. La seconda serie si è aperta con 3,19 milioni di spettatori, passando a 4,01 milioni di spettatori per il terzo episodio.
Rachel Tarley di Metro ha detto che Miranda Hart è "una grande osservatorice dei dilemmi quotidiani "e la cosa migliore è che lascia aperta la porta ad una terza stagione.
Nel frattempo, Catherine Gee ha detto che lo spettacolo è stato un flop e ha elencato sei motivi, tra cui battute non originali, il fatto che Miranda Hart si rivolga alla telecamera e che lo show abbia conservato "gli aspetti peggiori delle sit-com di una volta".
L'episodio di apertura della terza stagione è diventato uno degli spettacoli più visti nel Regno Unito durante il periodo natalizio, attirando oltre 11,5 milioni di spettatori.

## Premi e riconoscimenti
Nel novembre 2010, Miranda è stata nominata come miglior programma comico ai Broadcast Awards.
Nel gennaio 2011, lo spettacolo ha vinto il premio come migliore nuova commedia televisiva britannica ai British Comedy Awards, mentre Miranda Hart ha vinto il premio come migliore attrice TV comica e il People's Choice Award per The King Or Queen Of Comedy 2010. Miranda è stata, inoltre, nominata  miglior sit-com.
Ai Royal Television Society Awards del marzo 2011 Miranda Hart ha vinto per la migliore interpretazione comica e Miranda è stata nominata miglior commedia.
Miranda ha vinto il premio per il miglior spettacolo comico al 37º Broadcasting Press Guild Awards.